# Утилизация и переработка автомобильных шин
Утилизация и переработка автомобильных шин в современном мире, где число автомобилей неуклонно растёт, приобретает большое экологическое и экономическое значение. Это связано прежде всего с тем, что изношенные шины являются источником длительного загрязнения окружающей среды. К тому же резина огнеопасна и не подвергается биологическому разложению, обладая высокой стойкостью к действию природных факторов (солнечного света, влаги, кислорода), а куча резиновых покрышек представляет собой достаточно удобное место для проживания целых колоний грызунов и насекомых, многие из которых являются источником инфекционных заболеваний.

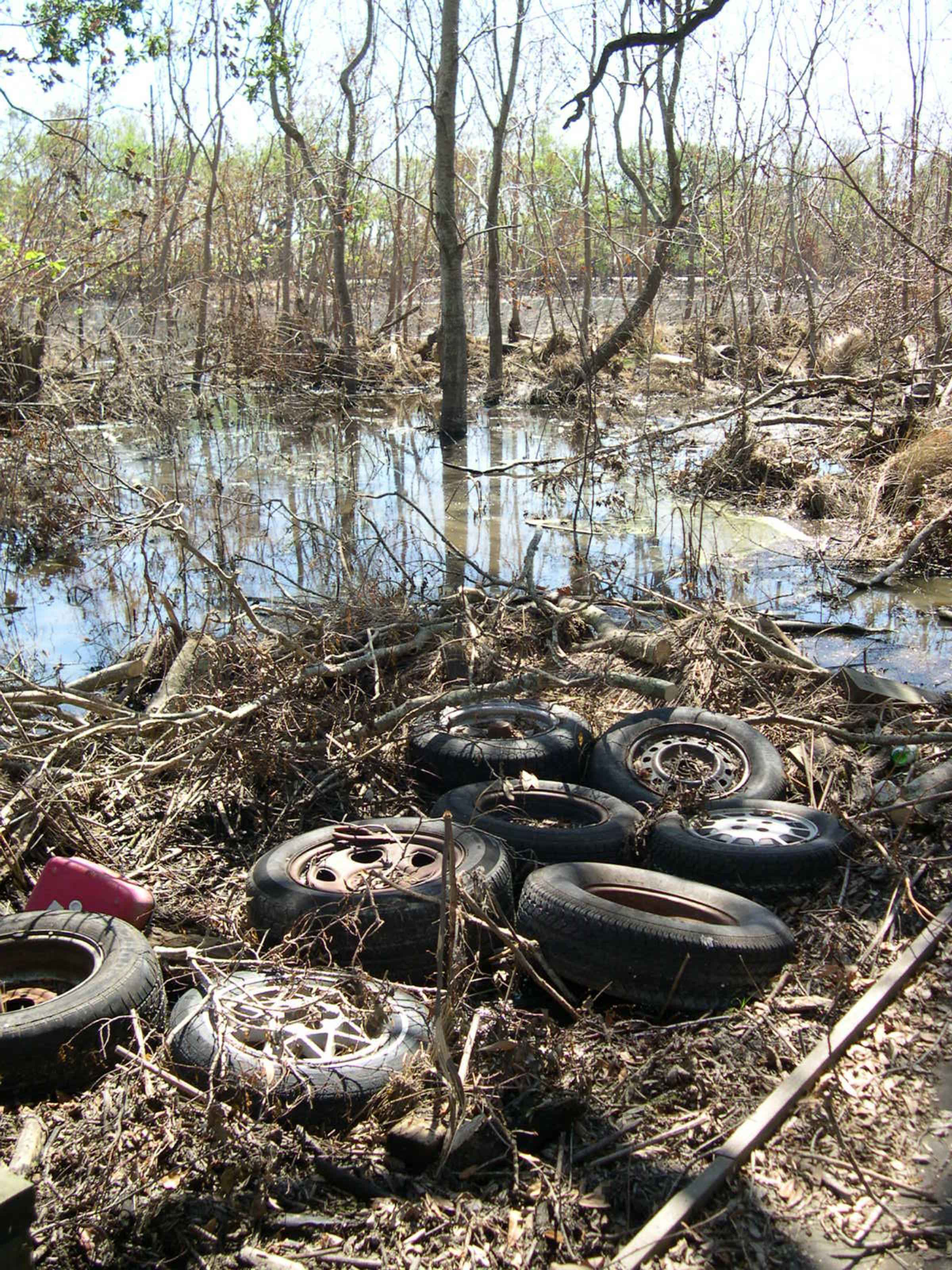
Колёса от автомобилей

В 1909 году среднее содержание вторично переработанной резины в новых покрышках было более 50%. Такой высокий процент повторного использования был вызван тем что один фунт натурального каучука стоил почти столько же, сколько фунт серебра, и было выгодно как можно дольше повторно использовать резину. В 1960 году повторно перерабатывалось 20%. Снижение было обусловлено дешёвой нефтью. В 1995 году процент составлял 2%. Шины с металлическим кордом впервые появились в Европе в 1948 году.
Переработка шин предпочтительна потому, что 80 % мирового запаса шин созданы из синтетического каучука который получают из нефти — не возобновляемого природного ресурса. Около половины использованных шин в мире, по состоянию на конец 1990-х сжигалось. Но при сгорании резины покрышек генерируется широкая гамма чрезвычайно токсичных соединений которые попадают в атмосферу. Среди них: бифенил, антрацен, флуорантен, пирен и так далее.

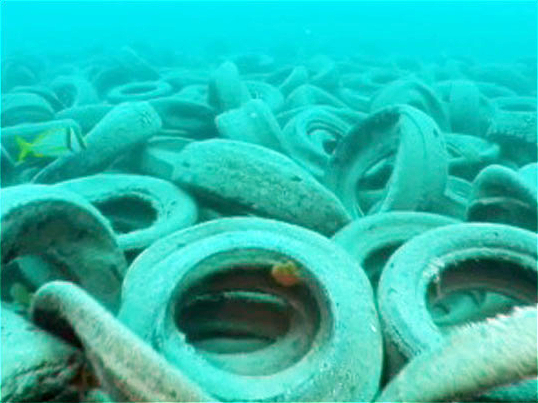
Osborne Reef (2007)

По опубликованным данным в США ежегодно образуется около 2,8 млн. тонн шин, в Европе около 2 млн. тонн, а в России около 1 млн. тонн покрышек.
Замена складирования, захоронения и сжигания технологией утилизации имеет важное экономическое значение, так как способствует сохранению природных запасов ценного сырья, стимулирует развитие ресурсосберегающих, дешёвых технологий, а также улучшает экологическую обстановку и исключает утрату больших земельных площадей под свалки резиновых отходов.
Использованные шины, вне зависимости от  наличия  или  отсутствия  глубины  протектора, могуть быть восстановлены посредством вулканизации нового протектора к покрышке.
Также изношенные шины применяются для устройства искусственных рифов.

## Продукция переработки

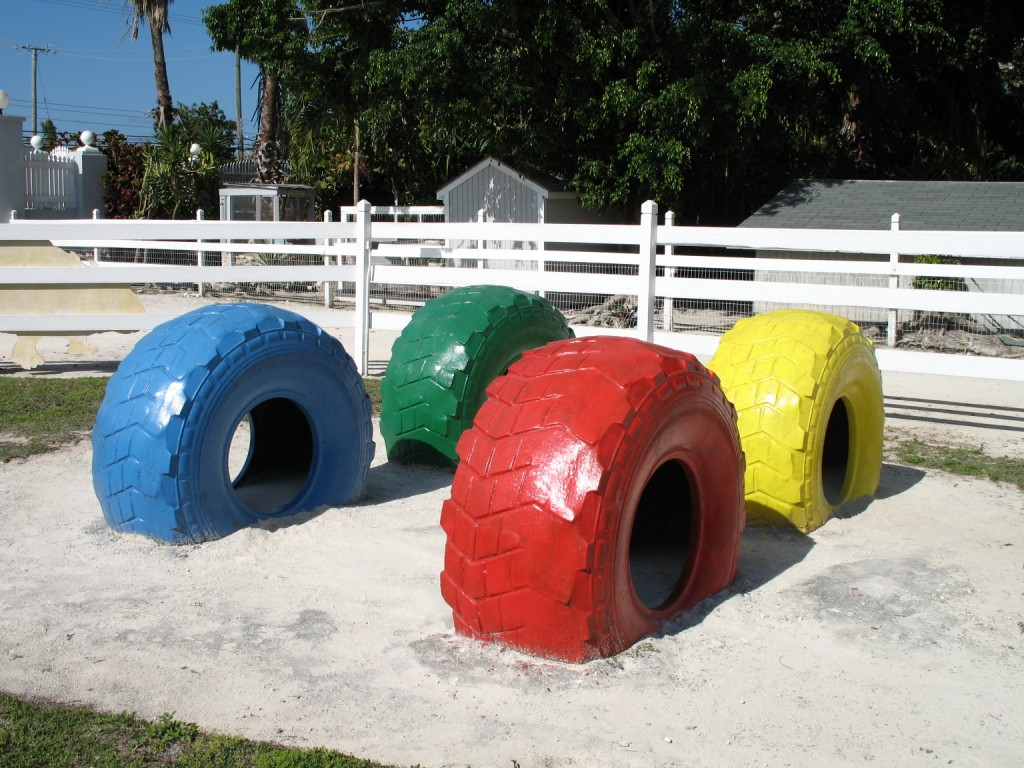
Использование шин для оснащения детских спортивных площадок

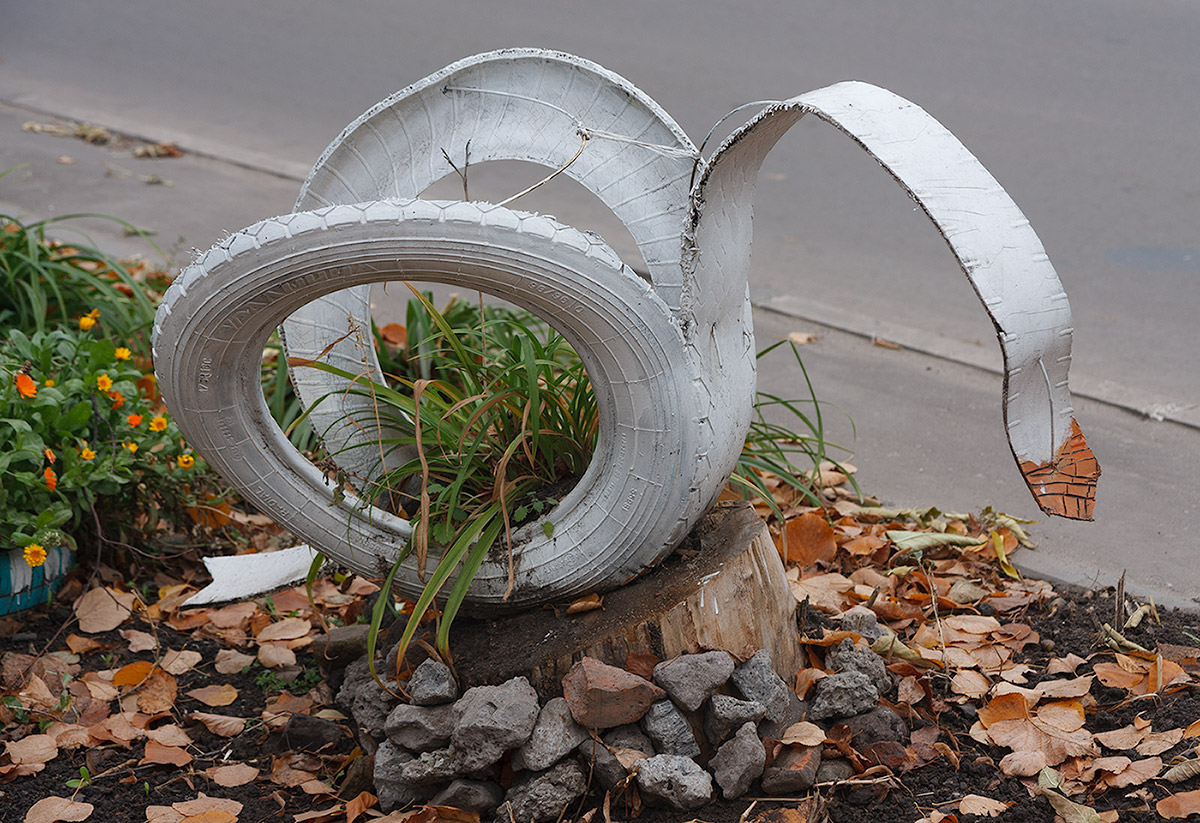
Лебедь из шины

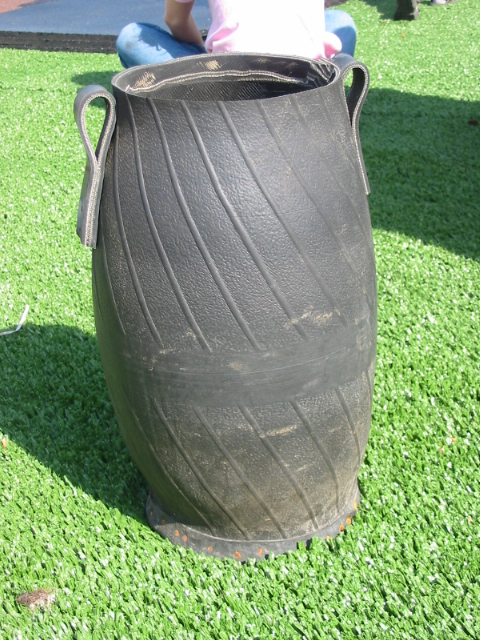
Использование шин для изготовления декоративных предметов

Изношенные покрышки содержат 5 основных компонентов:
- резиновая составляющая — вулканизированная оболочка, имеющая сложную структуру;
- чёрный металл в виде бортовых колец, тонкой проволоки армирования;
- цветной металл (алюминиевые и латунные шипы);
- синтетические текстильные нитки армирования;
- прочие составляющие (например клей).

При правильной переработке, изношенные шины могут являться сырьём для изготовления различной продукции, например:
- новых автомобильных покрышек (до 15—20 %);
- РТИ для автомобилей (до 25 %);
- техпластин (для последующего производства РТИ) (до 40 %);
- водоотталкивающих покрытий для крыш[18] (до 40 %);
- ж/д шпал и прокладок подрельсовых[19] (до 60 %);
- плиты Рездор для покрытия легкоатлетических стадионов, игровых полей[20];
- плит для полов животноводческих ферм[21];
- напольных ковриков и подошв для обуви (от 10 до 100 %);
- колёс (шинок) для инвалидных колясок и коек (10—100 %);
- покрытий для дорог (14—15 тонн на 1 км дорожного покрытия)[22][23];
- бесшовных покрытий из резиновой крошки для спортивных[24], игровых и детских площадок;
- тротуарной резиновой плитки (основным сырьём для её изготовления является фракционированная резиновая крошка — продукт механической переработки изношенных шин);
- бетона для строительства в качестве добавок (фибробетон)[25];
- для очистки сточных вод[26];
- для изготовления резиновой фанера и дощатой тары[27].

## Технология переработки

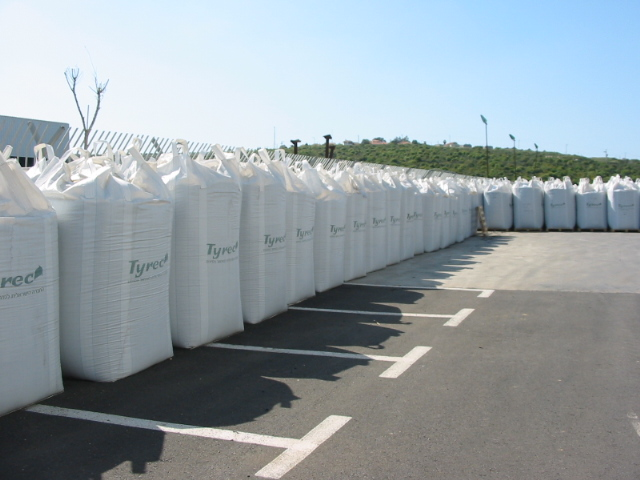
В каждом мешке по 1 тонне резиновой крошки

На линии переработки после сортировки шины дробят в промышленном шредере. Стальные кордовые волокна извлекаются с помощью постоянных магнитов. Для извлечения алюминиевых и латунных включений (шипов) создаётся переменное магнитное поле, вызывающие в них индукционные токи (электромагнитная индукция), благодаря чему шипы также притягиваются магнитом. Чёрный и цветной металл передаётся на переплавку, резина же по выходе с линии переработки представляет собой гранулы размером 2 — 3 кубических сантиметра.

### Переработка шин с применением криогенных технологий
Криогенный процесс, производится при температурах -60 °С ... -90 °С, когда резина находится, в псевдохрупком состоянии. Это позволяет разделять шины на составные компоненты – резину, металл и текстиль. Дробление при низких температурах значительно уменьшает энергозатраты на дробление, улучшает отделение металла и текстиля от резины, повышает выход резины. Однако, для охлаждения резины требуется либо дорогостоящий азот, либо достаточно дорогая и энергоёмкая система получения и очистки холодного воздуха

### Переработка резин методом пиролиза
Сначала шины измельчают до кусков 5х5 см, а затем направляют в пиролизную печь. Процесс пиролиза экзотермичен, поэтому после разогрева измельчённой резины дальнейшего подвода теплоты не требуется. Как правило реакцию проводят при недостатке кислорода, а то и вовсе в вакууме. Оптимальная температура пиролиза, обеспечивающая максимальный выход жидких продуктов, составляет 480-520°С.
В результате пиролиза получаются вещества, очень напоминающие продукты крекинга нефти, металлы, и как следствие тепловую или электрическую энергию.

## Юридическая база

### Россия
Согласно российскому федеральному классификационному каталогу отходов (ФККО) изношенные шины относятся к IV классу опасности являются малоопасным отходом. Имеют следующий компонентный состав: Поли — 80 — 95 %, также может содержать: текстиль, металл (бортовая проволока)
В конце декабря 2008 года были внесены изменения в российское законодательство об охране окружающей среды. Отменено лицензирование деятельности по сбору, использованию, обезвреживанию, транспортировке, размещению отходов пятого класса опасности, а также по накоплению отходов I—V классов опасности. Введён уведомительный порядок предоставления отчётности о фактически образованных, использованных и размещённых отходах.
Данные изменения вовсе не означают, что теперь можно не заботиться об охране окружающей среды. Наоборот, теперь будут увеличены штрафные санкции в отношении не только должностных лиц, но также индивидуальных предпринимателей и организаций.

### США
За период с 1990 г. свалки покрышек сократились на 87 %. В 12 штатах США запрещён любой способ захоронения шин (целых и резаных). Законодательное регулирование отрасли переработки шин в США осуществляется на уровне штатов.
С 1991 г. в США действует закон, требующий применения 20 % изношенных шин в асфальтобетонных покрытиях. Финансирование переработки шин осуществляется за счёт налогов и сборов (tire fees), взимаемые при продаже новых шин либо при регистрации новых транспортных средств.

### Япония
Граждане Японии, согласно «Закону о переработке отходов», обязаны доставить отработавшие покрышки на пункты сбора (обычно на ту же заправочную станцию, где они и были куплены). При этом владелец платит за утилизацию. Кроме этого, в Японии действует закон, возлагающий ответственность за сбор и утилизацию шин на самих производителей новых автопокрышек.